# 2MASS J15404342−5101357
2MASS J15404342−5101357 (2M1540) é uma estrela anã vermelha de tipo espectral M7, que está localizada na constelação de Norma a cerca de 15 anos-luz da Terra. Foi descoberta em 2014. É a anã M7 conhecida mais próxima.

## Descoberta
A descoberta de 2M1540 foi anunciada em 2014 por Kirkpatrick et al. e, independentemente, por Pérez Garrido et al.
Kirkpatrick e colegas descobriram alguns milhares de novos objetos de alto movimento próprio no âmbito do programa AllWISE voltado ao estudo de imagens, feitas pelo Wide-field Infrared Survey Explorer (WISE). 2M1540 foi um desses movimento objetos que apresentam um alto movimento próprio.